# Fachaufsicht
Die Fachaufsicht ist in Deutschland die Aufsicht über die Rechtmäßigkeit und Zweckmäßigkeit von Verwaltungshandeln.

## Abgrenzungen

### Rechtsaufsicht
In Abgrenzung zur Fachaufsicht ist bei der Rechtsaufsicht die Befugnis der aufsichtsführenden Behörde darauf beschränkt, die Rechtmäßigkeit des Verwaltungshandelns zu überprüfen. Sie ist auf die Einhaltung der Gesetze und sonstigen Rechtsnormen konzentriert. Rechtsaufsicht ist charakteristisch für die Selbstverwaltung, wohingegen bei der Auftragsverwaltung die Behörden der Fachaufsicht unterliegen.

### Dienstaufsicht
Dienstaufsicht bezieht sich auf Beschäftigte, Organisationseinheiten oder Aufbau und Abläufe. Sie zielt insbesondere auf persönliche Pflichterfüllung der Beschäftigten, die hiermit in Verbindung stehende innere Ordnung und den Dienstbetrieb der nachgeordneten Organisationseinheit. Dienstaufsicht beschreibt die Kontroll- und Einflussmöglichkeiten auf Beschäftigte und umfasst die Befugnis, über dienstrechtliche Angelegenheiten der dort beschäftigten Mitarbeiter des öffentlichen Dienstes zu entscheiden.

## Ziele
Zur Gewährleistung des recht- und zweckmäßigen Verwaltungshandeln zählen die rechtsfehlerfreie und einheitliche Rechtsanwendung sowie Ermessenslenkung; die Einhaltung hoher Qualität und Wirtschaftlichkeit, die inhaltliche und formale Nachvollziehbarkeit und Reibungslosigkeit der internen Abläufe sowie die Stärkung von Eigenverantwortung. Dabei sollen Entscheidungsspielräume der nachgeordneten Behörden klar definiert und Weisungen auf das notwendige Maß beschränkt werden. Hinzu kommen Ziele, die sich aus der speziellen Aufgabenstellung der Behörden ergeben, z. B. die Gewährleistung und Optimierung einer guten Zusammenarbeit mit nationalen und internationalen Behörden. Die Fachaufsicht hat nicht nur kontrollierende, sondern auch steuernde und koordinierende Funktion. Die Zuständigkeiten für die einzelnen Bereiche der Fachaufsicht sind im Rahmen der Geschäftsverteilung möglichst eindeutig und vollständig zu klären. Die Ausübung der Fachaufsicht soll – soweit erforderlich – innerhalb der Aufsichtsbehörden zwischen den aufsichtsführenden Organisationseinheiten (z. B. Referaten) abgestimmt werden.

## Instrumente
Für die Ausübung der Fachaufsicht stehen verschiedene Instrumente zur Verfügung. Dazu zählen Informations-, Eingriffs- und Kooperationsinstrumente. Im Einzelnen sind dies Strategie- und Programmplanungen, Zielvereinbarungen, Weisungen und Erlasse, Berichte, Dienstbesprechungen (insb. auch vor Ort in den Behörden), Fortbildungsmaßnahmen, Geschäftsprüfungen und der sogenannte Selbsteintritt. Die Wahl des Instruments liegt im Ermessen der Aufsichtsbehörde. Die Instrumente schließen sich nicht aus, sondern ergänzen sich unter Berücksichtigung der Zweck-Mittel-Relation.
Klassisches Aufsichtsinstrument ist die Weisung. Sie hat Regelungscharakter und setzt eine intern-verbindliche Rechtsfolge für die nachgeordnete Behörde. Sie können als konkrete Einzelweisung an eine Behörde oder einen dort Beschäftigten erteilt sowie als Verwaltungsvorschrift abstrakt-generell ausgestaltet werden, um eine gleichartige Verwaltungspraxis zu erreichen. Weisungen sind nicht auf spezifische Regelungsinhalte beschränkt. Sie können Handlungsanordnungen erteilen, Auslegungsbestimmungen für Gesetze und Rechtsprechung geben, steuernde und korrigierende Ziele verfolgen sowie Handlungsspielräume eröffnen. Die Fachaufsichtsbehörde erteilt Weisungen, wenn sie behördliche Maßnahmen für fachlich oder sachlich nicht gerechtfertigt hält. Mit einer Weisung beanstandet sie und fordert auf, die Mängel abzustellen. Damit kann eine Verwaltungsentscheidung verändert, zurückgenommen oder untersagt werden.
Ein weiteres Instrument sind Billigungsvorbehalte, z. B. bei Personalentscheidungen oder bei der Übersendung von Akten an Gerichte.
Vereinbarungen kommen in Betracht, wenn Ziele thematisch und zeitlich definiert werden können, beispielsweise im Bereich der Personalgewinnung, bei der Planung von Fachtagungen oder zur Regelung von Personalaustausch. Vereinbarungen können als Kooperationsinstrument die Ergebnisorientierung und die Eigenverantwortung der beaufsichtigten Behörden stärken.
Die Ausübung der Fachaufsicht durch ihre Instrumente bewegt sich im Spannungsfeld von „langer Leine“ und Mikromanagement. Letzteres kann zu einer ungewollten und unzweckmäßigen Verlagerung von Entscheidungen auf die Fachaufsichtsbehörde führen.
Die Aufsichtsbehörden verfügen nur über begrenzte personelle Kontrollkapaziätäten und sind für ihre Aufsichtstätigkeit auf die Informationen und deren Aufarbeitung durch die Kontrollierten angewiesen.

## Unterrichtungspflicht
Für die Fachaufsicht von grundlegender Bedeutung ist die Unterrichtung, um sich ein genaues Bild über den fachlichen, personalwirtschaftlichen und organisatorischen Ist-Zustand zu machen. Unterrichtungen sind nicht an eine Form gebunden. Sie können mündlich oder schriftlich, anlassbezogen oder regelmäßig, durch Sachstands- und Evaluationsberichte, in Dienstbesprechungen oder informelle Gespräche erfolgen. Die Aufsichtsbehörden haben das Recht, in Originalakten und -dateien der nachgeordneten Behörden Einsicht zu nehmen ohne Rücksicht auf Geheimhaltungs- oder Datenschutzbestimmungen. Die Initiative für Unterrichtungen kann von den Aufsichtsbehörden wie auch vom nachgeordneten Bereich ausgehen.
Die Verantwortung der Bundesministerien für ihren Geschäftsbereich leitet sich aus dem verfassungsrechtlich verankerten Ressortprinzip und Demokratieprinzip ab. Die Ministerien nehmen die Verantwortung auch gegenüber dem Deutschen Bundestag wahr. Dementsprechend haben die Fachaufsichtsbehörden nicht nur ein Informationsrecht, sondern die Pflicht, sich im erforderlichen Maße informieren zu lassen. Informationsrecht und -pflicht der Aufsichtsbehörden korrelieren mit Unterrichtungspflichten der nachgeordneten Behörden. Diese haben die Aufsichtsbehörden eigeninitiativ und zeitnah zu unterrichten bei Vorgängen von politischer Brisanz und in Fragen der Handlungsfähigkeit der Behörden, z. B. durch Hinweise auf Defizite und Bedarf an personeller und technischer Ausstattung.

## Fachaufsichtsfreie Bereiche
Grundsätzlich gibt es, abgeleitet aus der Verantwortlichkeit, keine fachaufsichtsfreien Bereiche. Ausnahmen bilden weisungsfreie Zonen wie Prüfungskommissionen oder der Bereich der Exekutive, die durch die Wissenschafts-, Forschungs- und Lehrfreiheit geschützt ist, z. B. staatliche Universitäten und Schulen, jedoch nur in Bezug auf die konkret grundgesetzlich geschützten Tätigkeiten.

## Verhältnis zur parlamentarischen Kontrolle
Die parlamentarische Kontrolle kann als Ergebnis lediglich Feststellungen treffen und diese an die Öffentlichkeit und an die Exekutive kommunizieren. Der Fachaufsichtsbehörde obliegt es, durch das Parlament aufgezeigte Defizite und Handlungsempfehlungen in ihrem Verantwortungsbereich umzusetzen. Die parlamentarische Kontrolle ist grundsätzlich auf eine ex-post-Perspektive beschränkt, wohingegen die Fachaufsicht in vielen Bereichen durch die Einbindung in Entscheidungsprozesse bereits ex-ante kontrolliert. Die Fachaufsicht ist im Unterschied zur parlamentarischen Kontrolle als „Vollkontrolle“ ausgestaltet.

## Bundesverwaltung
In der Bundesverwaltung ist die Fachaufsicht kein Rechtsinstitut mit Legaldefinition. Stellenwert und inhaltliche Maßstäbe für die Ausübung der Fachaufsicht sind in der Gemeinsamen Geschäftsordnung der Bundesministerien niedergelegt. Demnach zählt die Fachaufsicht zu den wesentlichen Elementen der Führung und Kontrolle der Bundesverwaltung. Oberstes Ziel der Fachaufsicht ist ein rechtmäßiges und zweckmäßiges Verwaltungshandeln. Fachaufsicht ist eine Kernaufgabe von Bundesministerien.

## Länderverwaltungen
Ähnlich wie im Bund ist auch die Fachaufsicht in den Ländern organisiert. So bestimmt § 13 Abs. 1 LOG NRW, dass die obersten Landesbehörden im Rahmen ihres Geschäftsbereichs über die Landesoberbehörden und Landesmittelbehörden und die Landesoberbehörden und die Landesmittelbehörden über die ihnen unterstehenden unteren Landesbehörden die Fachaufsicht führen.
Das Schulwesen ist grundsätzlich Ländersache. Bei Lehrern darf beispielsweise der Schulleiter im Rahmen der Fachaufsicht eingreifen, wenn er ein Verhalten von Lehrern für rechtswidrig hält oder wenn er Zweifel an der pädagogischen Zweckmäßigkeit einer Maßnahme hat.

## Begriff außerhalb der öffentlichen Verwaltung
Gelegentlich wird der Begriff Fachaufsicht auch außerhalb der öffentlichen Verwaltung gebraucht. In der Organisationslehre ist die Fachaufsicht die wichtigste Funktion von Fachvorgesetzten.  Die Aufgabe der Fachaufsicht ist bis zu den untersten Organisationseinheiten und deren Stellen organisiert. In der Wirtschaft üben entweder die Disziplinarvorgesetzten auch die Fachaufsicht über ihre Mitarbeiter aus oder sie wird durch spezifische Fachvorgesetzte wahrgenommen. Fachvorgesetzte haben die Aufgabe, die Fachaufsicht über das ihnen unterstellte Personal auszuüben. In diesem Sinne beinhaltet die Fachaufsicht die Kontrolle der rechtmäßigen, inhaltlichen und zweckmäßigen Wahrnehmung der Aufgaben durch die untergebenen Mitarbeiter. Gibt es keine Fachvorgesetzten, übernehmen die Disziplinarvorgesetzten auch die Aufgabe der Fachaufsicht. Sie bezieht sich auf den fachlichen Arbeitsinhalt und hat zwar die Form fachlicher Beratung, ist jedoch von Organisationsinteressen bestimmt. Die fachliche Begleitung, Unterstützung und Entlastung von Mitarbeitern kann durch den Fachvorgesetzten nur wahrgenommen werden, wenn sie ihn über wesentliche Vorgänge informieren. Fachaufsicht beinhaltet auch Fragen der Wirtschaftlichkeit und die fehlerfreie Ausnutzung von vorhandenen Ermessensspielräumen und deckt Fehlerhäufungen, Fehlerrisiken und Fehlerursachen (etwa fehlerhafte Rechtsanwendung, mangelhafte Sachverhaltsaufklärung oder Rechenfehler) durch eine Fehler-Ursachen-Analyse auf. Damit trägt die Fachaufsicht in entscheidendem Maße zur Verbesserung der Produktqualität bei.